# Libéma Open 2019
Die Libéma Open 2019 waren ein WTA-Tennisturnier der WTA Tour 2019 für Damen und ein ATP-Tennisturnier der ATP Tour 2019 für Herren in Rosmalen in der Gemeinde ’s-Hertogenbosch und fanden zeitgleich vom 10. bis 16. Juni 2019 statt.

## Herrenturnier
→ Hauptartikel: Libéma Open 2019/Herren
→ Qualifikation: Libéma Open 2019/Herren/Qualifikation

## Damenturnier
→ Hauptartikel: Libéma Open 2019/Damen
→ Qualifikation: Libéma Open 2019/Damen/Qualifikation